# ОФВ
Общество «Физическое воспитание» — футбольный клуб, основан в 1908 году. Был расформирован в июне 1923 года, и из клуба образовались две новых команды: «Красная Роза» (команда фабрики «Красная Роза») и «Красные Хамовники». Существовала версия, что ОФВ и РГО Сокол могли влиться в МКС, но версия по поводу ОФВ оказалась неверной.

## Достижения
- Московская футбольная лига / Кубок КФС-Коломяги
- Вице-чемпион (1): 1917
- Бронзовый призёр (1): 1922

- Класс "Б" Московской футбольная лиги
- Чемпион (2): 1916(осень), 1920(осень)

## Известные игроки
- Иван Артемьев
- Борис Баклашёв
- Сергей Егоров
- Андрей Лепорский
- Павел Ноготков
- Сергей Троицкий
- Александр Холин